# Carl Schirek

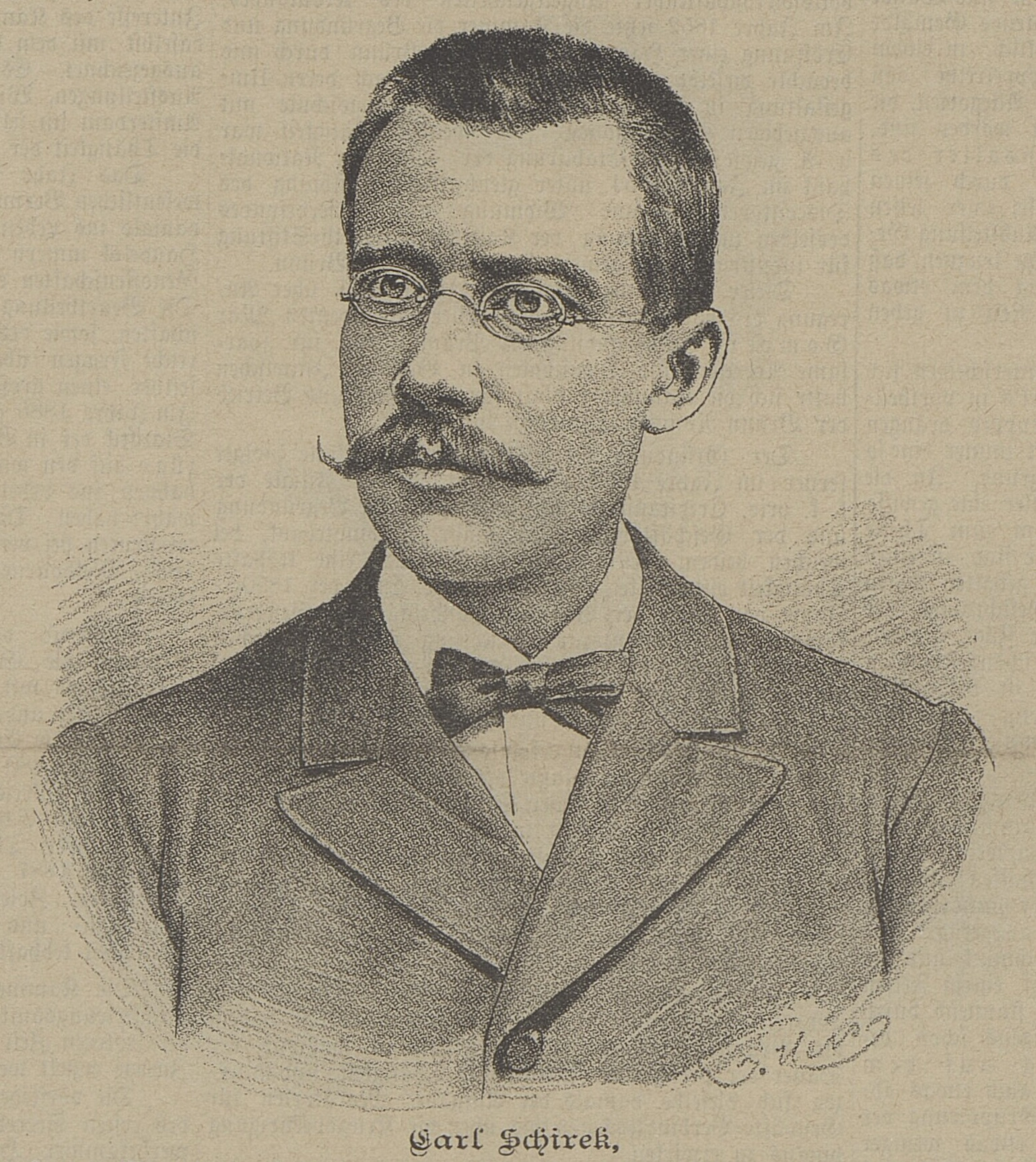
Carl Schirek (1888)

Carl Schirek (* 1. November 1859 in Deutsch Pruß, Königreich Böhmen; † 30. November 1924 in Brünn, Tschechoslowakei) war ein böhmischer Kunsthistoriker und Museumskustos.

## Leben
Carl Schirek besuchte von 1871 bis 1878 die Oberrealschule in Brünn und studierte von 1878 bis 1881 Mathematik und Geometrie an der K. k. Technischen Hochschule Brünn. 1882 legte er die Realschullehrer-Prüfung ab und begann sein Probejahr an der Brünner Oberrealschule. 1884 wurde er Kustos-Adjukt am Mährischen Gewerbemuseums (ab 1907 Erzherzog-Rainer-Museum für Kunst und Gewerbe) in Brünn, 1886 provisorischer Kustos und 1888 wirklicher und 1. Kustos. Von 1922 bis 1923 war er kommissarischer Direktor des Museums.

## Veröffentlichungen (Auswahl)
- Die Uhr in kulturgeschichtlicher und kunstgewerblicher Beziehung. Brünn 1890
- Das Buch der Olmützer Bildhauer, Maler, Goldschmiede und. Glaser 1671–1818. Brünn 1891.
- Olmützer Goldschmiede. Brünn 1892.
- Die Majolika-Erzeugung in Wischau. Brünn 1895.
- Die Punzierung in Mähren. Gleichzeitig ein Beitrag zur Geschichte der Goldschmiedekunst. Brünn 1902.
- Die k.k. Majolika-Geschirrfabrik in Holitsch. Materialien zu ihrer Geschichte. Brünn 1905.